# Kroktjärnen (Vemdalens socken, Härjedalen, 695582-138058)
Kroktjärnen är en sjö i Härjedalens kommun i Härjedalen och ingår i Ljungans huvudavrinningsområde. Sjön har en area på 0,0308 kvadratkilometer och ligger 723,1 meter över havet. Kroktjärnen ligger i Henvålen-Aloppan Natura 2000-område. Sjön avvattnas av vattendraget Kojbäcken.

## Delavrinningsområde
Kroktjärnen ingår i det delavrinningsområde (695712-137824) som SMHI kallar för Mynnar i Aloppan. Medelhöjden är 798 meter över havet och ytan är 14,25 kvadratkilometer. Det finns inga avrinningsområden uppströms utan avrinningsområdet är högsta punkten. Kojbäcken som avvattnar avrinningsområdet har biflödesordning 3, vilket innebär att vattnet flödar genom totalt 3 vattendrag innan det når havet efter 300 kilometer. Avrinningsområdet består mestadels av skog (46 procent), sankmarker (41 procent) och kalfjäll (12 procent). Avrinningsområdet har 0,03 kvadratkilometer vattenytor vilket ger det en sjöprocent på 0,2 procent.